# Yamaga
Yamaga (山鹿市, Yamaga-shi) est une ville située dans la préfecture de Kumamoto, au Japon.

## Géographie

### Localisation
Yamaga est située dans le nord de la préfecture de Kumamoto.

### Démographie
En décembre 2011, la population de la ville de Yamaga était estimée à 54 722 habitants répartis sur une superficie de 299,67 km2. En juillet 2023, elle était estimée à 48 908 habitants.

### Climat
Yamaga a un climat subtropical humide avec des étés chauds et humides et des hivers frais. Les précipitations sont importantes tout au long de l'année, notamment en juin et juillet. La température annuelle moyenne est de 14,9 °C. Les précipitations annuelles moyennes sont de 2 177,9 mm, juillet étant le mois le plus humide.

### Hydrographie
La ville est traversée par le fleuve Kikuchi.

## Histoire
La ville est parsemée de kofun qui dateraient du Ve siècle au VIIe siècle, ce qui indique que l'endroit est habité depuis au moins cette période.
Le bourg moderne de Yamaga est créé le 1er avril 1954. Le 15 janvier 2005, les bourgs de Kahoku, Kamoto, Kaō et Kikuka fusionnent avec Yamada, qui obtient le statut de ville.

## Culture locale et patrimoine
- Musée préfectoral de Kumamoto d'anciens tertres funéraires

## Personnalités
- Mayumi Aoki (1953-), championne olympique de natation, est née à Yamaga.
- Kubushiro Ochimi (1882-1972), féministe chrétienne, est née à Yamaga.